# 사각무늬도마뱀붙이

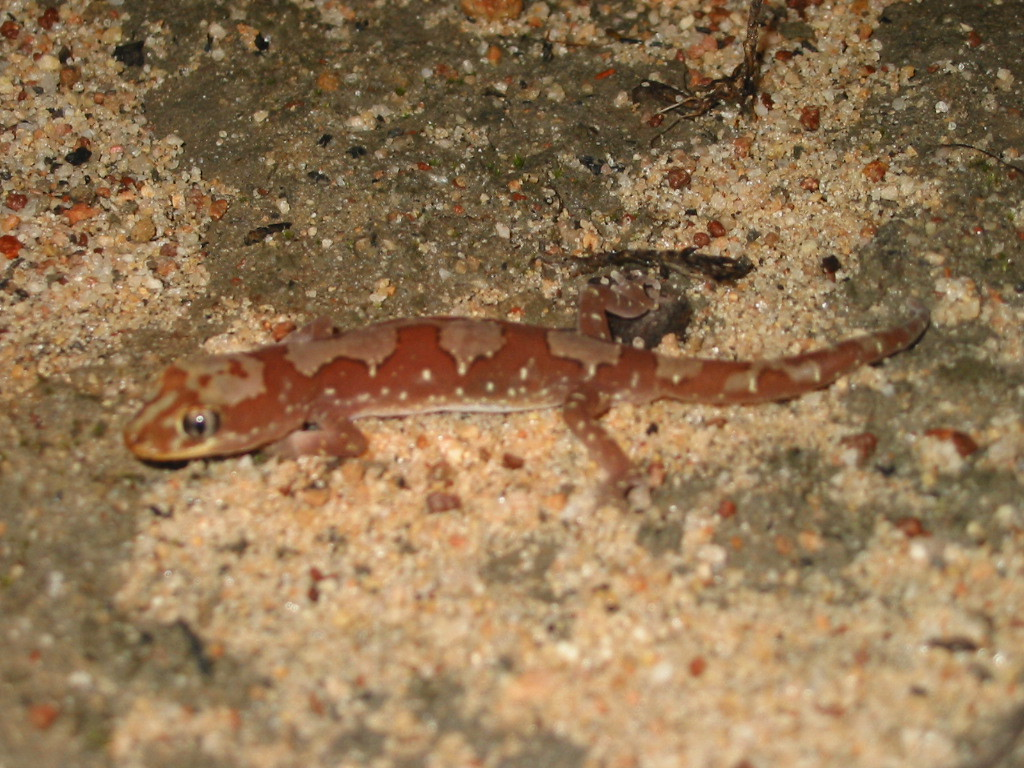

사각무늬도마뱀붙이(Lucasium steindachneri), 일명 박스패턴 게코(box-patterned gecko), 슈타인다흐너 게코(Steindachner's gecko)는 등을 따라 옅은 줄무늬와 세 조각의 갈색 타원형 무늬가 난 중형 야행성 도마뱀붙이류의 일종이다. 이 도마뱀붙이류는 지면성이며 호주 대륙의 건조, 반건조 지역에서만 발견된다.

## 어원
종명 steindachneri는 오스트리아의 양서파충류학자 프란츠 슈타인다흐너(:en:Franz Steindachner)를 기린 것이다.

## 형태
사각무늬는 주둥이-항문 길이가 최대 (SVL) of 59 mm (2.3 in), 평균 45 mm (1.8 in)까지 자라는 비늘이 부드러운 파충류이다. 원형의 커다란 눈에는 동공이 세로로 찢어져있으며, 눈꺼풀은 존재하지 않는다. 각각의 눈은 투명한 비늘로 덮여있다. 눈을 청소하기 위해 혓바닥으로 눈 위의 투명한 비늘을 핥는다. 사각무늬는 눈에서부터 꼬리의 밑동까지 이어지며 짙은 갈색의 타원형 무늬 세 개가 섞여있는 옅은 등의 줄무늬로 구별할 수 있다. 옆구리와 길고 가는 꼬리를 따라 옅은 색깔의 점무늬가 나있으며, 그 범위는 총 길이의 70%를 차지한다. 몸뚱아리와 사지의 밑부분은 흰색이다. 발가락은 각각 다섯 개씩 돋아나있으며, 빨판이 원형으로 나있고(circular disc) 큰 말단비늘(terminal scale)이 하나씩 나있다.

## 생태
사각무늬는 밤에 곤충, 거미, 전갈 따위의 다양한 종류의 절지동물을 섭취한다.
사각무늬가 위협받거나 붙잡혔을 때 짖어대거나 식식대고, 입을 활짝 벌리고, 포식자를 향해 도약한다. 침입자가 겁먹지 않으면 꼬리를 스스로 끊어서 포식자의 시선을 돌리고 도망친다.
성숙한 개체는 해마다 한 두개씩 산란한다.

## 분포와 서식지
사각무늬는 호주의 퀸즐랜드주, 뉴사우스웨일스주, 사우스오스트레일리아주 동부의 일부 지역, 노던준주의 건조, 반건조 지역에 분포한다. 이는 일반적으로 건조하고 탁 트인 삼림지대, 산림, 중토 혹은 돌이 많은 토양의 맬리지역이다. 낮에는 지면의 균열에서 은신하며, 버려진 벌레구멍에서 제일 흔하게 발견된다. 낮에는 은신처에서 기어나와 먹이를 찾아나선다.

## 참고 문헌
- Boulenger GA (1885). Catalogue of the Lizards in the British Museum (Natural History). Second Edition. Volume I. Geckonidæ ... London: Trustees of the British Museum (Natural History). (Taylor and Francis, printers). xi + 436 pp. + Plates I-XXXII. (Diplodactylus steindachneri, new species, p. 102 + Plate VIII, figures 5, 5a).